# Setobaudinia
Setobaudinia é um género de gastrópode  da família Camaenidae.
Este género contém as seguintes espécies:
- Setobaudinia collingii
- Setobaudinia victoriana